# 青晨畫會
青晨美術協會，為日治時期嘉義地區以西洋繪畫為研究的美術團體，由林榮杰、翁崑德、張義雄三人展擴大成立，創立時間為1940年8月29日。
日治時期嘉義美術風氣蓬勃發展，在東洋畫的發展方面，於1928年就有「春萌畫會」的發起與推動，西洋繪畫方面雖有陳澄波於1926年入選帝展，為嘉義藝術青年所仰慕，但西洋繪畫美術團體直至1940年才在一群有志於藝術的青年推動下成立「青辰美術協會」。
創始會員有劉新祿（1906-1984）、翁焜輝（1912-1990）、翁焜德（1915-1995）、林榮杰（1914-）、張義雄（1914-2016）、戴文中、安西堪市等，並請陳澄波擔任顧問，會員大多曾赴日學習繪畫，如翁焜輝、翁焜德兄弟曾於京都西山畫學校學習，林榮杰曾於東京獨立美術研究所學習，張義雄曾於東京川端畫學校學習，劉新祿則於上海藝術專科學校學習。
成員多為日治時期嘉義的西洋畫家，成立宗旨在於彼此切磋相互交流，因成立時間已是日治晚期，社會正處於戰爭氛圍中，因此活動並不多，戰後則因時代變遷、社會氛圍封閉而未有活動，遂而淡失。1941年3月第9回研究會結束後，就未有活動及展覽，至1955 年7 月29-31日該會與「春萌畫院」於嘉義縣商會樓上合辦第三屆南部美術展覽會，[2]藉此提高南部人士美術興趣，而翁崑德也於1964年另組「嘉義美術協會」，承繼發展地方美術及開拓藝術風氣的使命。

## 活動
- 第一回研究會，時間：1940年5月10日，地點：嘉義市新富町 曙幼稚園。[3]
- 第二回研究會，時間：1940年6月15日，地點：嘉義郡民雄庄 劉宅。[3]
- 第三回研究會，時間：1940年7月21日，地點：嘉義市新富町 曙幼稚園。[3]
- 展覽打合會，時間：1940年8月中旬後（23.24.25），地點：嘉義市新富町 曙幼稚園，決定會名「青辰美術協會」。事務所：翁焜輝老家地址為嘉義市北門町二ノ九。[7]
- 發會宴，時間1940年8月29日，地點：山田二階食堂。[3]
- 第一回青辰美術展覽會，時間：1940年8月29日至9月2日，地點：山田二階。[3]
- 第四回研究會，時間：1940年9月15日，地點：嘉義市新富町 曙幼稚園。[3]
- 第五回研究會，時間：1940年10月6日，地點：嘉義市新富町 曙幼稚園。[3]
- 第六回研究會，時間：1940年11月24日，地點：嘉義市新富町 曙幼稚園。[3]
- 第七回研究會，時間：1941年1月26日，地點：嘉義市新富町 曙幼稚園。[3]
- 第八回研究會，時間：1941年2月9日，地點：諸峰醫院。[3]
- 第九回研究會，時間：1941年3月9日，地點：諸峰醫院。[3]